# Karloman II
Det fanns flera kungar med namnet Karloman. Se Karloman för mer information.
Karloman II, född 866, död 884, son till Ludvig den stammande och Ansgard av Burgund, var kung av Västfrankiska riket från 879 till sin död. Vid faderns död 879 delades riket mellan Karloman och brodern Ludvig III.